# Борделум
Борделум (њем. Bordelum) општина је у њемачкој савезној држави Шлезвиг-Холштајн. Једно је од 132 општинска средишта округа Нордфризланд. Према процјени из 2010. у општини је живјело 2.029 становника. Посједује регионалну шифру (AGS) 1054014.

## Географски и демографски подаци
Борделум се налази у савезној држави Шлезвиг-Холштајн у округу Нордфризланд. Општина се налази на надморској висини од 11 метара. Површина општине износи 34,7 km². У самом мјесту је, према процјени из 2010. године, живјело 2.029 становника. Просјечна густина становништва износи 58 становника/km².